# Pargui Emile Paré
Pargui Emile Paré   (Ouagadougou, 21 d'octubre de 1965) és un polític burkinès i membre del Moviment Popular pel Socialisme/Partit Federal (MPS/FP).
A les eleccions del 13 de novembre del 2005, Paré va quedar 10è dels 13 candidats, rebent el 0,87% dels vots, com a candidat de l'Aliança Socialista (Burkina Faso), una coalició del MPS/FP i el Partit Socialista Unificat (Burkina Faso) (PSU).